# Majiazhaixiang (ort i Kina, Hubei Sheng, lat 30,08, long 112,27)
Majiazhaixiang (kinesiska: 马家寨乡) är en ort i Kina. Den ligger i provinsen Hubei, i den centrala delen av landet, omkring 200 kilometer väster om provinshuvudstaden Wuhan. Antalet invånare är 35 400. Befolkningen består av 17 801 kvinnor och 17 599 män. Barn under 15 år utgör 13,0 %, vuxna 15-64 år 76 %, och äldre över 65 år 10,0 %.
Runt Majiazhaixiang är det tätbefolkat, med 442 invånare per kvadratkilometer. Närmaste större samhälle är Mahaokou, 12,1 km söder om Majiazhaixiang. Trakten runt Majiazhaixiang består till största delen av jordbruksmark.
Genomsnittlig årsnederbörd är 1 247 millimeter. Den regnigaste månaden är maj, med i genomsnitt 183 mm nederbörd, och den torraste är december, med 19 mm nederbörd.